# Amika
Amika är ett kvinnonamn som konstruerats utifrån det konstgjorda språket esperanto. Det betyder vänskaplig.
Den 31 december 2014 fanns det totalt fem kvinnor folkbokförda i Sverige med namnet Amika, varav fem bar det som tilltalsnamn.
Namnsdag i Sverige: saknas